# Hari Kondabolu
Hari Kondabolu est un humoriste, animateur et réalisateur américain né le 21 octobre 1982 à New York. Il est scénariste de Totally Biased with W. Kamau Bell et créateur du documentaire de 2017, The Problem with Apu.

## Biographie

### Jeunesse
Hari Kondabolu est né le 21 octobre 1982 dans le quartier du Flushing, dans l’arrondissement du Queens à New York. Ses parents Uma et Ravi Kondabolu sont des immigrés de la ville de Tenali, dans la région de l’Andhra Pradesh en Inde. Sa mère était physicienne en Inde, et ses parents sont tous les deux devenus responsables de laboratoires à New York. Il est le frère aîné du rappeur Ashok Kondabolu, un membre du groupe Das Racist.

### Éducation
Hari Kondabolu fréquente les écoles publiques du Queens : la PS 69 à Jackson Heights, la PS 115 à Floral Park et le MS 172 à Floral Park, avant d'intégrer la Townsend Harris High School, dont il sort diplômé en 2000.
Il commence à faire des spectacles de stand-up alors qu'il étudie au Bowdoin College, il qualifie ces années d'« incroyablement formatives » et passe une grande partie de l'année dans le Maine. Il étudie en troisième année à l'Université Wesleyenne, se concentrant sur l'identité et les ethnies, sur la mondialisation et sur « l'impact de la culture populaire sur la société ».
Même si sa carrière d'humoriste gagne du terrain en 2007, il est accepté au programme de maîtrise en droits de l'homme de la London School of Economics en 2007, et prend donc une année sabbatique dans le stand-up pour obtenir sa maîtrise.

## Carrière

### Humoriste
Alors qu'il est à Seattle, Hari Kondabolu commence à fréquenter les scènes de comédies. Sa pièce constitue alors « un peu en la lecture de la demande de citoyenneté américaine sur scène ». En 2006, il se produit au Bumbershoot Music and Arts Festival à Seattle, qu'il considère comme son tournant, car un producteur du Comedy Festival de HBO l'a repéré.
Il fait ensuite de nombreuses apparitions télévisuelles en tant qu'humoriste de stand-up. Sa première apparition notable est celle du Jimmy Kimmel Live! en 2007, où il commence également à apparaître dans plusieurs festivals de comédie, notamment le HBO US Comedy Arts Festival de 2007. En octobre 2012 il fait un sketch de stand-up dans l'émission Conan et en mars 2014, il en fait un autre sur le Late Show with David Letterman. Il fait également plusieurs apparitions sur Comedy Central, notamment un épisode de Live at Gotham en 2008, trois épisodes de John Oliver's New York Stand-Up Show en 2010 et 2012, et son propre épisode de Comedy Central Presents diffusé le 11 février 2011.
Il apparaît également à la télévision britannique, notamment sur Russell Howard's Good News en 2011 et 8 Out of 10 Cats en 2012. La même année il a une chronique régulière sur l'émission de BBC Three, Live at the Electric, présentée par Russell Kane. Il se produit également au Edinburgh Festival Fringe et joue dans Make Chai Not War, un programme humoristique sponsorisé par le Département d'État des États-Unis en Inde en 2012.
Entre 2012 et 2013, il écrit pour la série télévisée de comédie de science-fiction Totally Biased with W. Kamau Bell, produite par Chris Rock et présentée par W. Kamau Bell.

#### Thématiques
L'humour de Hari Kondabolu est souvent centré sur les problèmes sociaux que sont la pauvreté, le racisme et les stéréotypes sur les Indiens véhiculés par les médias. Il aborde également les défis de la gestion de la fragilité blanche. Il parle également d'une variété d'autres sujets sociaux, comme la communauté LGBT.

#### Présentateur de podcast
Hari Kondabolu et son frère cadet Ashok présentent un talk show mensuelle et principalement improvisé à New York, intitulé Untitled Kondabolu Brothers Project. Ils accueillent des invités, dont Ajay Naidu, Aasif Mandvi, Leo Allen, Víctor Vázquez, Charles Mudede et Blue Scholars. En janvier 2013, ils débutent le Untitled Kondabolu Brothers Podcast. Après une pause à partir de 2015, le podcast recommence en 2018 sous le label Earwolf.
Il coprésente également le podcast Politically Re-Active avec Bell, qui débute en juin 2016. Il présente en rotation également The Bugle avec Andy Zaltzman depuis la fin de l'année 2016, après le départ de John Oliver.

### Acteur
Hari Kondabolu écrit et joue dans le court métrage de 2007 réalisé par Zia Mohajerjasbi, Manoj. Dans celui-ci, il interprète un immigrant indien humoristique qui joue devant un public blanc en répétant leurs stéréotypes sur les Sud-Asiatiques, et un Indo-Américain, critique envers l'approche de Manoj.
Hari Konabolu interprète un homme d'affaires dans le film All About Steve, un film dont il se moque dans Mainstream American Comic. Il joue également un second rôle dans le film de 2016, Five Nights in Maine, même si aucune de ses scènes n'est intégrée au montage final. En 2016 également il apparaît dans une version fictionnée de lui-même, dans la série White Flight.
Hari Kondabolu crée et produit le documentaire The Problem with Apu, qui parle du personnage d'Apu Nahasapeemapetilon des Simpson, qui est diffusé pour la première fois en novembre 2017 sur TruTV. Le film place Apu ainsi que d'autres personnages semblables dans l’histoire de la culture populaire qui ont stéréotypé les minorités.

## Filmographie

### Acteur
- 2007 : Manoj : Manoj Krishnamurthy et lui-même
- 2009 : The Food : Jonathan Gold
- 2009 : All About Steve : un homme d'affaires
- 2010 : Dumb Professor : Dr McGillis (1 épisode)
- 2015 : Sugarless Tea : le narrateur
- 2018 : Rainbow Bridge
- 2020 : Thin Skin : Dr Tendulkar
- 2020-2021 : Mira, détective royale : M. Walia et M. Sawani (3 épisodes)

### Scénariste
- 2007 : Manoj
- 2010-2012 : New York Stand-Up Show (3 épisodes)
- 2011 : Comedy Central Presents (1 épisode)
- 2012-2013 : Toally Biased with W. Kamau Bell (26 épisodes)
- 2018 : Hari Kondabolu: Warn Your Relatives

### Producteur
- 2007 : Manoj
- 2017 : The Problem with Apu
- 2018 : Hari Kondabolu: Warn Your Relatives